# Mýrafellstindur
Mýrafellstindur är en bergstopp i republiken Island. Den ligger i regionen Austurland, 400 km öster om huvudstaden Reykjavík. Toppen på Mýrafellstindur är 977 meter över havet.
Trakten runt Mýrafellstindur är nära nog obefolkad, med mindre än två invånare per kvadratkilometer. Närmaste större samhälle är Djúpivogur, omkring 12 kilometer söder om Mýrafellstindur. Trakten runt Mýrafellstindur består i huvudsak av gräsmarker.